# カウフマン・スタジアム
- コーフマン・スタジアム

カウフマン・スタジアム（Kauffman Stadium　発音 [kɔːfmæn stéidiəm] （コーフマン・ステイディアム））は、アメリカ合衆国ミズーリ州カンザスシティにある野球場。MLBカンザスシティ・ロイヤルズのホーム球場である。

## 概要
1970年代はアメリカンフットボールとの兼用が可能な多目的スタジアムが全盛の時代だったが、この球場は当時としては珍しく野球専用球場として建設された（NFLカンザスシティ・チーフスの本拠地 "アローヘッド・スタジアム" が隣に建設された）。
1973年の開場時にはロイヤルズ・スタジアム(Royals Stadium)という球場名でオープンした。
1993年7月2日、球団の初代オーナーを務めたユーイング・カウフマン（Ewing Kauffman）の功績を称え、現在の球場名に改称された。現地では、The K.の愛称でも親しまれている。
2004年から外野フェンスを10フィート（約3メートル）下げたことで、本塁打は出にくくなり三塁打が出やすくなっている。
2007年秋から、2億5000万ドルを費やした大規模な改修工事が開始され、2009年シーズン開幕を前に、新装カウフマン・スタジアムとして生まれ変わった。
2024年、老朽化し、リース期間残り6年となったカウフマン・スタジアムに代わるカンザスシティ・ロイヤルズのダウンタウン新本拠地建設と、アローヘッド・スタジアム大規模改修のための売上税の提案が住民投票で否決された

## 設備、アトラクション、演出

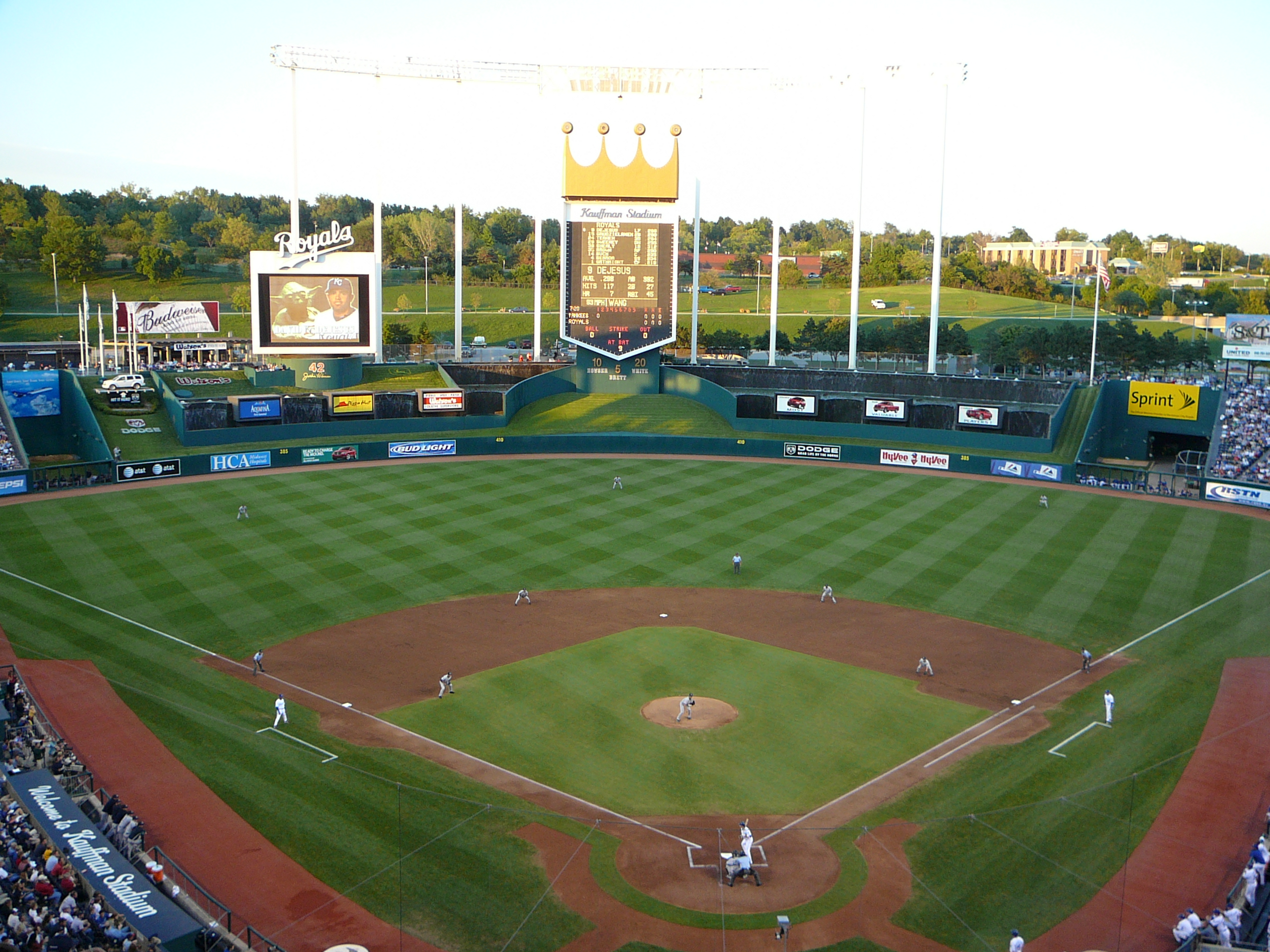
改装前のカウフマン・スタジアム

- 2008年まで、この球場にはポール付近を除いて外野席が設置されていなかった。その代わりに外野に設置されていたのが98メートルの長さを誇る噴水である。イニングの合間に照明を浴びた水が吹き出す光景は球場の名物である。2008年オフの改修で外野スタンドが設置された際もスタンドは噴水を避ける形で設置され、噴水が失われることはなかった。
- スコアボードはロイヤルズのロゴマークを模した形となっている。以前は、それを支える台座部分にチームの永久欠番となっているディック・ハウザー元監督（背番号10）とジョージ・ブレット（背番号5）、フランク・ホワイト（背番号20）両選手の名前が背番号とともに刻まれていたが、これらについてはレフトスタンドに新設された大型ビジョンの上部に、ジャッキー・ロビンソンの42番と共に背番号のみを表示するように変更されている。
- MLBの球場としては珍しく左右対称である。
- 2007年からセクション101のC列1番の座席が「バック・オニール・レガシーシート」と呼ばれる特別席となり、シートが赤く色分けされている。これは長年ニグロリーグのカンザスシティ・モナークスのキャプテンを務め、引退後アフリカ系アメリカ人選手の認知活動などに功績を残したバック・オニールの栄誉を讃えたものである。
- 2009年に2億5000万ドルを投じて改修された[2]。

## 主要な出来事
- 1973年4月10日、レンジャーズ戦で開場（ロイヤルズ 12-1 レンジャーズ）。
- 1973年5月15日、ノーラン・ライアン（エンゼルス）が自身初のノーヒットノーランを達成（エンゼルス 3-0 ロイヤルズ）。
- 1973年7月24日、オールスターゲーム開催（ナ 7-1 ア）。
- 1977年5月14日、ジム・コルボーンがレンジャーズ戦でノーヒットノーランを達成（ロイヤルズ 6-0 レンジャーズ）。
- 1991年8月26日、ブレット・セイバーヘイゲンがホワイトソックス戦でノーヒットノーランを達成（ロイヤルズ 7-0 ホワイトソックス）。
- 1996年9月16日、ツインズのポール・モリターが通算3000安打を達成。
- 2008年9月17日、マリナーズのイチローがウィリー・キーラーに並ぶ8年連続200本安打を達成。
- 2012年7月10日、オールスターゲーム開催（ナ 8-0 ア）。
- ワールドシリーズ開催：1980年、1985年、2014年、2015年